# Hypnos - Follia di massacro
Hypnos - Follia di massacro è un film italiano del 1967 scritto e diretto da Paolo Bianchini con lo pseudonimo Paul Maxwell.

## Produzione
Hypnos - Follia di massacro è il terzo e ultimo film diretto da Paolo Bianchini per il produttore Gabriele Crisanti, dopo Devilman Story e L'invincibile Superman. Il film è stato girato in otto settimane a Roma e dintorni della città tra febbraio e marzo 1967.
Tra il cast vi è Robert Woods, che descrisse la sceneggiatura come "improvvisata", affermando che "questi erano quasi sempre degli sforzi collaborativi (dove quasi tutte le persone coinvolte davano un contributo)". Woods parlò positivamente del lavoro svolto per il film, specialmente su come questo fosse una deviazione dai Western e che lui "amava le allusioni al fumetto" di Follia di massacro.

## Stile
Nel suo libro sui film italiani ispirati dai fumetti e le loro convenzioni, Roberto Curti descrisse il film come "spesso etichettato come un film di spionaggio, è effettivamente molto vicino ai film sui supereroi dell'epoca, di cui ne rappresenta una versione più oscura, e anche molto italiana". Curti sentì il film come uno "strano mix di fantascienza, thriller e avventura in stile fumetto".

## Distribuzione e accoglienza
Il film fu presentato in censura nell'ottobre 1967, un mese dopo L'invincibile Superman, venendo però presentato al pubblico prima di questo.
Il produttore Gabriele Crisanti descrisse il film come "un flop", sapendo di aver "fatto l'errore di darlo a Vecchioni, il proprietario di United International Films, che andò in bancarotta prima che il film fosse rilasciato".
Nemmeno il regista Paolo Bianchini parlò bene del film, affermando che ogni volta che lo rivede "è una cosa terribile".